# Donald Manzullo

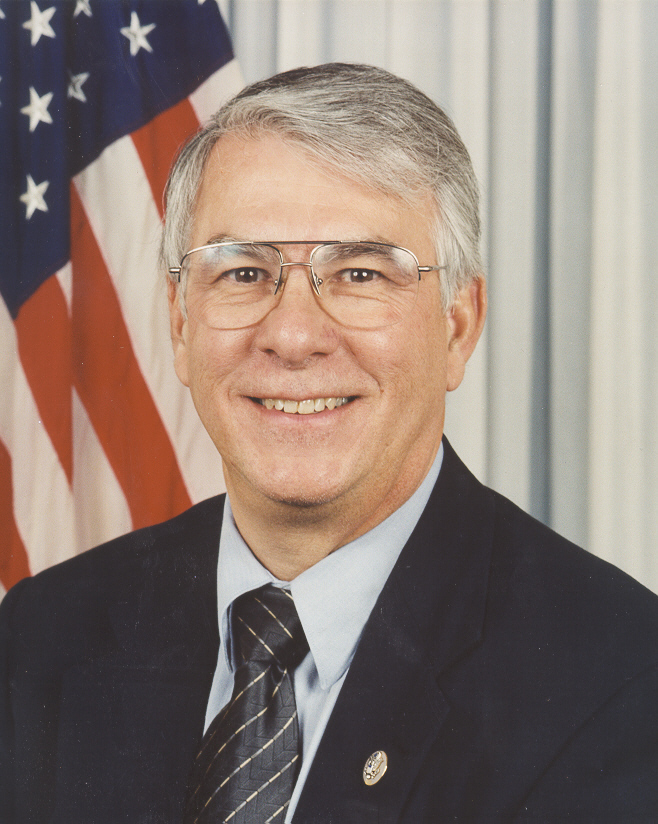
Donald Manzullo

Donald A. Manzullo (* 24. März 1944 in Rockford, Illinois) ist ein US-amerikanischer Politiker. Von 1993 bis 2013 vertrat er den Bundesstaat Illinois im US-Repräsentantenhaus.

## Werdegang
Donald Manzullo besuchte bis 1962 die Auburn High School in Rockford und studierte danach bis 1967 an der American University in Washington, D.C. Nach einem anschließenden Jurastudium an der Marquette University und seiner 1970 erfolgten Zulassung als Rechtsanwalt begann er in diesem Beruf zu arbeiten. Gleichzeitig schlug er als Mitglied der Republikanischen Partei eine politische Laufbahn ein. Im Jahr 1990 bewarb er sich noch erfolglos um die Nominierung seiner Partei für die Kongresswahlen. Damals wurde er auch Mitglied im Republican National Committee.
Bei den Kongresswahlen des Jahres 1992 wurde Manzullo im 16. Wahlbezirk von Illinois in das US-Repräsentantenhaus in Washington, D.C. gewählt, wo er am 3. Januar 1993 die Nachfolge von John W. Cox antrat. Nach neun Wiederwahlen konnte er sein Mandat im Kongress bis zum 3. Januar 2013 ausüben. Im Jahr 2012 verlor er in den Vorwahlen seiner Partei gegen Adam Kinzinger und musste in der Folge aus dem Parlament ausscheiden. In seine Zeit als Kongressabgeordneter fielen die Terroranschläge am 11. September 2001, der Irakkrieg und der Militäreinsatz in Afghanistan. Von 1987 bis 1991 war er Vorsitzender des Committee on Small Business. Zuletzt war er Mitglied im Finanzausschuss und im Auswärtigen Ausschuss sowie in insgesamt fünf Unterausschüssen. Außerdem gehörte er sechs Congressional Caucuses an. Er gilt als sehr konservativ.